# International Guild of Knot Tyers
International Guild of Knot Tyers, deutsch: Internationale Gilde der Knotenmacher, vereint Menschen, die Interesse an Knoten und dem Knotenknüpfen haben. Es gibt weltweit etwa 1000 Mitglieder. Vierteljährlich wird die Mitgliederzeitschrift "Knotting Matters" herausgegeben.
Ziel der Organisation ist unter anderem die Unterstützung bei der Erforschung der Knoten, der Verbesserung der Sicherheit bei der Anwendung von Knoten, der Entwicklung und Verbesserung von Knüpftechniken und der Verbreitung von Wissen über Knoten.
Die Gilde wurde am 17. April 1982 von 27 Enthusiasten in London gegründet. Anlass war ein Artikel auf der Titelseite der Times, in dem es darum ging, ob ein gewisser Knoten (der Hunter-Knoten) wirklich neu erfunden wurde oder schon bekannt sei. Die Gründungsmitglieder diskutierten diesen Knoten und kamen zu der Ansicht, dass er tatsächlich neu sei.
Mitglieder der Gilde halfen bei der Durchsicht und Korrektur der Neuauflage des Buches The Ashley Book of Knots 1991.